# جيم فينكلر
جيم فينكلر (بالإنجليزية: Jim Winkler) هو لاعب كرة قدم أمريكية أمريكي، ولد في 21 يوليو 1927 في مودي في الولايات المتحدة، وتوفي في 14 فبراير 2001 في فينتورا في الولايات المتحدة.

## وصلات خارجية
- جيم فينكلر على موقع مرجع كرة القدم المحترفة.كوم (الإنجليزية)